# 장충단공원
장충단 공원(奬忠壇公園)은 서울 중구의 남산 북쪽 기슭에 있는 공원이다. 현재는 남산공원 장충지구의 일부로 관리된다.

## 개요
동국대학교와 신라호텔 사이에 있다. 본래 장충단은 현재 장충단 공원을 포함하여 신라호텔, 국립극장, 자유센터, 서울타워호텔 터를 아우르는 큰 규모였다. 청계천의 수표교를 옮겨놓았고, 서울시 유형문화재 1호인 장충단비가 있다. 안쪽으로는 경로당과 체육 시설, 야외 무대 등이 있으며, 사명대사를 비롯하여 이준, 이한응, 유관순의 동상도 세워져 있다.
이 공원을 소재로 한 가수 배호의 노래 〈안개 낀 장충단 공원〉이 유명하다.

## 역사
장충단 공원은 명성황후가 살해된 을미사변 때 순국한 충신, 열사들을 제사하기 위해 1900년 9월 대한제국 고종이 ‘장충단’이라는 사당을 설치한 데서 비롯되었다. 고종은 어영청의 분소로 서울의 남쪽을 지키는 남소영(南小營) 자리에 장충단을 짓고, 봄가을로 제사를 지내게 했다. 처음에는 훈련대 연대장 홍계훈, 영관 염도희, 영관 이경호를 주신으로 제향하고, 김홍제, 이학승, 이종구 등 장병들을 배향했으나, 다음해 궁내부 대신 이경직을 비롯하여 임오군란, 갑신정변 때 죽은 문신들도 포함하였다.
그러나 을미사변을 일으킨 일본의 세력이 강성해지면서 1908년 제사는 중단되었다. 1909년 이토 히로부미가 안중근에게 살해되었을 때 거국적인 국민대추도회라는 행사가 장충단에서 열렸다. 국민대추도회 추진 세력들은 장충단에 이토의 사당을 짓고 추모제를 지냈다.
한일 병합 후인 1919년에는 장충단 일대에 벚나무를 심어 일본식 공원이 조성되었다. 창경궁과 유사하게 역사적 의미가 있는 장소가 위락 시설로 바뀌었다. 일본은 공원에 상하이 사변 때 사망한 일본군 육탄3용사의 동상을 세웠고, 이토 히로부미를 위한 절인 박문사도 1932년 인근에 세워졌다.
해방 후 일본 군인들의 동상과 박문사는 철거되었으나, 한국 전쟁으로 사당의 부속건물이 파괴되었다. 1959년 청계천이 복개되자 수표교를 철거하여 이곳으로 옮겼으며, 1969년에는 영빈관 내에 있던 장충단비를 수표교 옆으로 옮겼다.
1957년 5월 25일 제1공화국 자유당의 독재에 성토하기 위해 야당의 국민주권옹호 투쟁위원회 주최로 서울 시민에 약 20만여 명이 모인 야당 시국강연회에서 전무후무한 여당과 결탁한 유지광과 동대문사단이 장충단집회사건을 일으켰다.
1971년 대한민국 제7대 대통령 선거 전 4월 18일 장충단 공원에서 약 100만 명의 시민이 모인 가운데 김대중 후보와 박정희 후보의 유세대결이 유명하기도 하다. 대한민국 제7대 대통령 선거는 박정희가 대통령에 당선되었지만, 김대중은 “박정희에게 진 것이 아니라 이후락에게 졌다.”라고 말했다. 이후 유신헌법이 발효되었다.
장충단의 처음 위치는 유실되었으나, 지금의 장충단 공원 남쪽 끝인 어린이야구장 건너편 근처로 추정되고 있다. 공원 입구에 남아 있는 장충단비의 ‘장충단’(奬忠壇)이라는 글씨는 대한제국 순종이 황태자였을 때 쓴 것이다. 비 뒷면에는 민영환의 글이 새겨져 있다.

## 문화재
- 장충단비 - 서울특별시의 유형문화재 제1호

## 같이 보기
- 남산공원
- 을미사변
- 명성황후
- 홍계훈
- 이경직
- 덕수궁
- 배호